# روبرت إي. دي فورست
روبرت إي. دي فورست (بالإنجليزية: Robert E. De Forest)‏ هو محامي وقاضي وسياسي أمريكي، ولد في 20 فبراير 1845 في الولايات المتحدة، وتوفي في 1 أكتوبر 1924 في نفس البلد. حزبياً، نشط في الحزب الديمقراطي. وقد انتخب عضو مجلس ولاية كونيتيكت وانتخب عضو مجلس نواب كونيتيكت وانتخب عضو مجلس النواب الأمريكي.